# Dotilla
Dotilla là một chi động vật thuộc họ Dotillidae.
Đây là những loài cua nhỏ sống trên bờ cát biển nhiệt đới và cận nhiệt đới Ấn Độ Dương và Thái Bình Dương. Khi thủy triều xuống, chúng tạo thành những viên cát nhỏ, sau đó bị mất đi khi thủy triều lên. Trong tiếng Việt, các loài thuộc chi Dotilla cùng với một số chi khác được gọi chung là dã tràng.

## Mô tả
Đây là những loài cua nhỏ, mai có bề ngang khoảng 1 cm (0,4 in).

## Khóa phân loại
Chi Dotilla được tách ra từ chi Scopimera.
Chi Scopimera trước đây được coi là một phân chi của chi Ocypode (De Haan, 1833), đến năm 1835 loài đầu tiên của chi này là Scopimera globosa mới được mô tả chính thức. Đồng thời, De Haan cũng đề xuất tên chi Doto nhưng lại đã có chi nhuyễn thể Doto chiếm chỗ trước. Năm 1858, William Stimpson đề xuất tên chi Dotilla.

## Các loài
Có tám loài thuộc chi Dotilla đã được công nhận:
- Dotilla blanfordi Alcock, 1900
- Dotilla fenestrata Hilgendorf, 1869
- Dotilla intermedia De Man, 1888
- Dotilla malabarica Nobili, 1903
- Dotilla myctiroides (H. Milne-Edwards, 1852)
- Dotilla pertinax Kemp, 1915
- Dotilla sulcata (Forskål, 1775)
- Dotilla wichmani De Man, 1892 - Cua lính.